# 贝萨斯
贝萨斯，是西班牙阿拉贡自治区特鲁埃尔省的一个市镇。总面积26平方公里，总人口65人（2001年），人口密度3人/平方公里。